# Menet
Menet är en kommun i departementet Cantal i regionen Auvergne-Rhône-Alpes i mitten av Frankrike. Kommunen ligger  i kantonen Riom-ès-Montagnes som ligger i arrondissementet Mauriac. År 2022 hade Menet 531 invånare.

## Befolkningsutveckling
Antalet invånare i kommunen Menet
Referens:INSEE